# Davide Botta
Pour les articles homonymes, voir Botta.
Davide Botta (né le 25 février 1997 à Erba en Lombardie) est un coureur cycliste italien.

## Biographie
Davide Botta commence le cyclisme en 2004, à l'âge de sept ans, au club Gruppo sportivo ciclistico (GSC) Capiaghese. Il court ensuite au GS Alzate Brianza, avant de rejoindre l'US Biassono en catégorie juniors.
En 2016, il rejoint le VC Mendrisio-PL Valli en Suisse, pour ses débuts espoirs (moins de 23 ans). Deux ans plus tard, il signe chez Colpack, alors l'un des meilleurs club italiens. Bon grimpeur, il se révèle dans les courses par étapes en terminant sixième du Tour du Frioul-Vénétie julienne, neuvième du Tour de la Vallée d'Aoste ou encore dixième de Toscane-Terre de cyclisme.
En 2021, il fait son retour en Suisse au Vélo Club de Mendrisio. Au printemps, il s'impose sur la course de côte Silenen-Amsteg-Bristen, douze ans après son dernier succès en 2009. En novembre, il participe à la Coppa Agostoni et à la Veneto Classic parmi les professionnels, sous les couleurs d'une sélection nationale italienne. 
Il met un terme à sa carrière de coureur à l'issue de la saison 2021. 

## Palmarès
- 2017
  - 3e de Silenen-Amsteg-Bristen
- 2018
  - 2e du Trofeo Gavardo Tecmor
- 2021
  - Silenen-Amsteg-Bristen
  - 2e de la Coppa Città di San Daniele
  - 3e du Giro del Medio Polesine
  - 3e de la Coppa Varignana

## Classements mondiaux
| Année           | 2017   | 2018   | 2019   |
| --------------- | ------ | ------ | ------ |
| UCI Europe Tour | 1 813e | 1 398e | 1 639e |